# Argia immunda
Argia immunda là một loài chuồn chuồn kim trong họ Coenagrionidae.
Argia immunda is in 1861 voor het eerst wetenschappelijk beschreven door Hagen.